# Karangsari (Adipala)
Karangsari is een bestuurslaag in het regentschap Cilacap van de provincie Midden-Java, Indonesië. Karangsari telt 6481 inwoners (volkstelling 2010).